# Luis Alfredo Garavito
Luis Alfredo Garavito Cubillos, även känd som "La Bestia" ("Besten") eller "Tribilin" (spansk översättning av Disneys "Långben"), född 25 januari 1957 i Génova i Quindío, död 12 oktober 2023 i Valledupar i Cesar, var en colombiansk våldtäktsman och seriemördare. År 1999 erkände han mord och våldtäkt på 140 unga pojkar, varav 138 stycken är bekräftade. Han har beskrivits av lokala medier som "världens värsta seriemördare" på grund av det stora antalet offer han dödat.
Offren var ofta fattiga barn, däribland gatubarn, i åldrarna 6 till 16 år. Garavito kontaktade dem på gatan eller landsbygden och erbjöd dem gåvor eller andra små belopp. Efter att ha vunnit deras förtroende, tog han barnen med på promenad så att de blev trötta och utmattade. Han våldtog sedan dem, skar av deras halsar, och styckade allt som oftast deras kroppar. De flesta kroppar visade tecken på tortyr.
Garavito tillfångatogs den 22 april 1999. Han erkände då att han mördat 140 barn. Han är dock fortfarande under utredning för mord på 172 barn i mer än 59 län i Colombia. Garavito dömdes till 1 853 år och 9 dagars fängelse, men eftersom han var polisen behjälplig med att peka ut var han hade dumpat en del kroppar, sänktes straffet till 22 år.